# Kaikou (rivière)
La rivière  Kaikou  est une rivière de la région du  Northland de l’ Île du Nord de la Nouvelle-Zélande. Elle s’écoule initialement vers le Nord puis vers l’Est et finalement vers le Sud, à partir de sa source située approximativement à mi-distance entre les villes de Dargaville et Kaikohe, avant de rejoindre le « Moengawahine Stream » pour devenir la rivière Hikurangi.